# Persea major
Persea major är en lagerväxtart som först beskrevs av Carl Daniel Friedrich Meisner och som fick sitt nu gällande namn av Lucille E. Kopp.
Persea major ingår i släktet avokador och familjen lagerväxter. Inga underarter finns listade i Catalogue of Life.